# کوروایلر
کوروایلر (به آلمانی: Korweiler) یک شهر در آلمان است که در راین-هونسروک واقع شده‌است. کوروایلر ۸۷ نفر جمعیت دارد.